# Струга
Вижте пояснителната страница за други значения на Струга.
Струга (на македонска литературна норма: Струга) е град в Северна Македония с население 16 559 жители (2002). Център на община Струга.

## География
Струга се намира в югозападната част на Северна Македония в Стружкото поле на изтека на река Черни Дрин от Охридското езеро.
Градът е отдалечен на 180 километра югозападно от столицата Скопие, на 15 километра северозападно от град Охрид и на 13 километра от граничния пункт с Албания Кяфасан.

## История
На територията на Струга е имало селище още през неолита. По време на Римската империя градът е на Виа Егнация, свързваща източната и западната част на държавата.
Под името Струга, градът е споменат за пръв път през XI век. В Калимановата грамота от XVI век се споменава, че приходите от рибарството трябва да се изпращат на Зографския манастир.
В 1591 година венецианският посланик Лоренцо Бернардо пътува за Цариград през Македония и оставя любопитно описание на Струга:
| „ | Струга, град в България на границата с Албания... Макар и да наричат Струга град, всъщност е по-скоро село и е първото селище в България след като се напусне Албания. През града тече малка река, която изтича от Охридското езеро, и която е извор на реката на Леш. След като се премине моста, отделящ Албания и България, се навлиза в Стружкото поле, което е почти изцяло обработвано и е много плодородно. Българите говорят славянски език и следват гръцки обред. На покривите на къщите им гнездят щъркели. Всички хора уважават птиците и смятат, че те носят късмет на тези, на чиито къщи гнездят. | “ |

През ХVІІ век в Струга се провежда голям ежегоден панаир, на който според Евлия Челеби се събират 40-50 000 души.
В 1848 година руският славист Виктор Григорович пише в „Очерк путешествия по Европейской Турции“:
| „ | В Струга има една църква, посветена на Свети Георги, където има няколко ръкописни и старопечатни славянски книги. При църквата има гръцко училище. Жителите на града са българи и албанци мохамедани и християни. | “ |

В „Етнография на вилаетите Адрианопол, Монастир и Салоника“, издадена в Константинопол в 1878 година и отразяваща статистиката на населението от 1873 година, Струга е посочен като град с 800 домакинства с 650 жители мюсюлмани, 1420 българи и 210 цигани.
От март 1885 година градът е център на Стружка нахия на Охридска кааза в Османската империя. В 1893 година Атанас Шопов посещава Струга и пише, че в града има 4600 души население, от които 1800 турци и арнаути и 2800 българи, всички от които с изключение на две семейства са под върховенството на Българската екзархия. Българите държат градската църква.
В 1894 година Густав Вайганд пише в „Аромъне“: „Градътъ е само български, но и албанския елементъ е силно застѫпенъ поради обстоятелството, че въ околностьта се намиратъ много чисто арнаутски села“.
Според българския географ Васил Кънчов („Македония. Етнография и статистика“) в началото на XX век Струга има 4570 жители, както следва: 3000 българи християни, 1000 турци, 350 арнаути мохамедани и 220 цигани.
На Етнографската карта на Битолския вилает на Картографския институт в София от 1901 година Струга е смесено селище българи, помаци и албанци в Охридската каза на Битолския санджак с 836 къщи. От българските къщи само 6 са патриаршистки.
Тоталното мнозинство на християнските жители на града е под върховенството на Екзархията. Според статистиката на секретаря на Екзархията Димитър Мишев („La Macédoine et sa Population Chrétienne“) в 1905 година християнското население на Струга се състои от 3528 българи екзархисти и 56 българи патриаршисти гъркомани. В града има 1 прогимназиално и 2 основни български училища и 1 основно гръцко.
През XIX и първите десетилетия на XX в. Струга става известен с производството на грънчарски изделия, а така също и с разкошното си градинарство. През този период е развита и търговията (особено със средна Албания). Като типичен езерен град, немалка част от населението му се занимава с риболовство, и особено с ловене на ягули.
При избухването на Балканската война в 1912 година 39 души от Струга се записват доброволци в Македоно-одринското опълчение.
Според преброяването от 2002 година Струга има 16 559 жители.
| Националност     | Всичко |
| северномакедонци | 8901   |
| албанци          | 5293   |
| турци            | 907    |
| роми             | 87     |
| власи            | 550    |
| сърби            | 72     |
| бошняци          | 16     |
| други            | 723    |

## Религия
В Струга най-разпространени религии са православието и ислямът. В града има две църкви – „Свети Георги“, която е старата българска църква, намираща се на западния, някогашен християнски дял на града. По-новите църкви в града са „Свети Никола Дримени“, осветена на 10 октомври 1983 година, „Света Петка“, изградена и осветена на 15 септември 1996 година и „Свети великомъченик Димитрий“, изградена и осветена на 23 остомври 2005 година, всички от митрополит Тимотей Дебърско-Кичевски. на 19 май 2002 година владиката Тимотей в съслужение с Наум Струмишки осветява темелния камък на църквата „Свети жени мироносици“.

## Стружки вечери на поезията
Струга е дом на Стружките вечери на поезията – поетични четения на съвременни македонски и чуждестранни поети, един от най-големите поетични фестивали в света, който се провежда всяка година от 1962 година насам.

## Стружани
Струга е родно място на големия български род Миладинови, от който произхождат братята фолклористи Константин и Димитър Миладинов, просветната деятелка Царевна Миладинова и юристът Владислав Алексиев. Българи стружани са и видните дейци на ВМОРО Александър Чакъров и братята Христо и Милан Матов.

## Други
На Струга е наречена улица в квартал „Банишора“ в София (Карта).